# Венгерский квартет
Венгерский квартет (первоначально Новый Венгерский квартет, венг. Új Magyar Vonósnégyes) — венгерский струнный квартет, существовавший в 1935—1972 гг. С 1937 г. работал в Нидерландах, с 1950 г. в США.
На протяжении всей истории квартета его фирменными знаками, как и у некоторых других венгерских квартетов, были квартеты Бетховена и квартеты Бартока (в 1936 г. Новый Венгерский квартет, в частности, стал первым исполнителем Пятого квартета). Музыканты дважды (в 1953 и в начале 1960-х гг.) осуществили запись всех квартетов Бетховена, а в 1960—1961 гг. записали все квартеты Бартока для Deutsche Grammophon. Любопытной особенностью музыкантов ансамбля была их привычка записывать музыку по ночам.

## Состав
Первая скрипка:
- Шандор Вег (1935—1937)
- Золтан Секей (1937—1972)

Вторая скрипка:
- Петер Сервански (1935—1937)
- Шандор Вег (1937—1940)
- Александр Мошковский (1940—1959)
- Михай Кутнер (1959—1972)

Альт:
- Денеш Коромзаи (1935—1952)
- Лоран Аллё (1952—1953)
- Денеш Коромзаи (1953—1972)

Виолончель:
- Вилмош Палотаи (1935—1956)
- Габор Мадьяр (1956—1972)